# RockCorps
ロックコープスは、音楽の力を通じて人々にボランティア活動を呼びかけ、人々が地域・コミュニティーとさらに関わり合いを持つよう活動を行っているソーシャル・プロダクション・カンパニー。
今までに14万人以上が56万時間以上のボランティアに参加。ライブコンサートイベントは世界8ヵ国（アメリカ、イギリス、フランス、イスラエル、ベネズエラ、メキシコ、南アフリカ、他）、40回以上開催されている。
2003年に米国で設立、2005年に米国でBoost Mobileと共同で事業を開始。その後2008年に英国、2009年にフランス、2010年にはイスラエルに進出している。ロックコープスのコンサートに出演したアーティストには、レディー・ガガ、デヴィッド・ゲッタ、リル・ウェイン、T.I. 、エイコン、ネリー、Nas 、スヌープ・ドッグ、カニエ・ウェスト、ヤング・ジージー、コーン、エヌ・ダブズ、ヴァンパイヤー・ウィークエンドなど、多数の著名アーティストが参加している。
ロックコープスの基本理念は、米国では“Got 2 Give to Get”（何かをもらうには、何かをあげなきゃ）、英国では“Give, Get Given”(与えて、はじめて与えられる)。
キャッチフレーズは「世界を変えるために、この同じ時代を生きる人々を動かそう。」

## 仕組み、実施手法
ロックコープスが開催するボランティア・イベントで『4時間働いた人全員』に、ロックコープスが主催する特別なコンサートのチケットが与えられる仕組みである。
ボランティア・イベントは必ず地域の非営利団体と組んで開催される。今までに協賛でイベントを開催した各国・各都市の非営利団体には、次の団体などがある。
- Lee Valley Regional Park(リー・バリー・リージョナル・パーク ､英国ロンドン)
- Thames 21(テムズ21､英国ロンドン)
- Social Change Media(ソーシャル・チェンジ・メディア、米国)
- Watts Boys and Girls Club(ワッツ・ボーイズ・アンド・ガールズ・クラブ、米国)
- Heal the Bay(ヒール・ザ・ベイ、カリフォルニア米国)
- Big Kidz(ビッグ・キッズ、米国)
- Reynoldstown Revitalization Corporation(レイノルズタウン・リヴァイタライゼーション・コーポレーション、米国)
- Arepa(アレパ、フランス)　
- ABEJ(フランス)

ロックコープスは非営利団体ではない。その代わりに各国で名の通った非営利団体と組むことによって、エンターテインメントと社会事業を融合した、マーケティングとコミュニケーションの場を提供している。2005年、米国で設立時は、携帯電話会社Boost Mobileと組んで、“Boost Mobile Rockcorps”の名で知られた。英・仏・イスラエルでは、携帯電話会社Orangeと組み、”Orange Rockcorps”の名で知られた。英国では2008年と2009年には、Sony Ericssonとも組んだ。そして2010年にはBlackBerryとも組んだ。

## The Collectiveについて
2009年、ロックコープスは”The Collective”（ザ・コレクティブ）というプロジェクトを始めた。ザ・コレクティブは、いつでもどこでも参加できるプロジェクトである。ロックコープスのボランティア・イベントには参加できなくても、地元でボランティアをすることで恩恵を与えるものである。自分の好きなところで好きな時に4時間のボランティアをし、ザ・コレクティブのウェブサイトでそのボランティアの体験を仲間と共有することで、ザ・コレクティブ・コミュニティーに参加できるというもの。コレクティブのメンバーは、特別なコンサートのチケットを提供され、賞品が当たる抽選に参加できる。その賞品には、Ticketmaster（北米、豪、欧州の一部で活動するチケット販売会社）で使える商品券、他の国で開催されるロックコープスのコンサートチケットやその他のコンサートへの優待券などがある。

## 代表者
ロックコープスは以下のメンバーによって設立され、運営されている。
| 役職 | 名前                             |
| CEO  | Stephen Greene                   |
| COO  | Grady Lee                        |
| -    | Chris Robinson（映画・映像監督） |
| -    | Haley Moffett                    |
| -    | Paul Hunter                      |
| -    | Toby Garrett                     |
| -    | Noel Eisenberg                   |

## 歴史
ロックコープスは米国のGreenbucks Foundation(ｸﾞﾘｰﾝﾊﾞｯｸｽ・ﾌｧｳﾝﾃﾞｰｼｮﾝ)の事業からはじまった。90年代半ば、グリーンバックス・ファウンデーションは、コロラド州Tellurideでコンサートを開催した。そのコンサートのチケットを入手するために、地元の住民に野外コンサート・スペースを掃除してくださいと呼びかけたのである。

### 2005年
ロックコープスの最初の全国展開は2005年に、携帯電話会社Boost Mobileと共同で行った。最初の1年でBoost Mobile RockCorps（以下BMRC）は、米国6都市で5,000人が延べ20,000時間のボランティアをした。2007年には、その活動を米国11都市、ボランティア数15,000人以上に拡大し、累計で30,000人以上のボランティアたちが、米国13都市以上で活動したことになった。

### 2008年
2008年に英国へ進出、4月に携帯電話会社Orangeとの協賛を発表した。2008年にはOrangeに加え、ソニーエリクソン、チャンネル4とも協賛し、Orange RockCorps（以下ORC）は9月26日にロンドンのロイヤル・アルバート・ホールでコンサートを開催した。このコンサートのために、8－9月の間に55のボランティア・イベントを開催した。その結果、ロンドン、マンチェスター、カーディフ、サウサンプトン、ニューキャッスルで開催された41のチャリティー・イベントで5,000人が延べ20,000時間のボランティアをした。

### 2009年
2009年、ORCは英国のロンドンとマンチェスターで再びコンサートを開催した。7月13日にマンチェスター・アポロで開催されたコンサートには、レディー・ガガ、エヌ・ダブズ、ジ・エナミ―、VV・ブラウン、Tinchy Stryderが参加した。9月25日にロンドンのロイヤル・アルバート・ホールで開催されたコンサートには、ネリー、Nas、ケリー・ローランド、デヴィッド・ゲッタ、レイザーライト、チェイスアンドステイタス、エイコンが参加した。
2009年には、パリでフランス国内初の事業をM6と共同で設立した。10月2日にはル・ゼニス・ホテルにてコンサートが開催され、エイコン、デヴィッド・ゲッタ、ブスタ・ライムス、Sefyuが参加した。

### 2010年
2010年、イスラエルのテルアビブのブルームフィールド・スタジアムで13,500人のボランティアを迎えて、リアーナのコンサートを開催した。
更に2010年にはORCが7月8日マンチェスターのアポロで、スヌープ・ドッグ、ヴァンパイヤー・ウィークエンド、タイニー・テンパー、ミスター・ハドソンが参加したコンサートを開催した。ロンドンでも同年9月24日にアルバート・ホールにて、ペンデュラム、マーク・ロンソン、the Business International feat. ボーイ・ジョージ、エヌ・ダブズ、タイオ・クルーズ、プランビーを迎えたコンサートを開催した。2010年末までに、英国では24,000人がボランティアに参加した。
一方2010年フランスでは、ORCがマルセイユのル・ドームで7月12日にコンサートを開催し、ダミアン・マーリー、Nas、SexionD’Assaut、Alonzo、Sopranoが参加した。10月5日には再びパリのル・ゼニース・ホテルでN*E*R*D（ｴﾇｲｰｱｰﾙﾃﾞｨ）、SexionD’Assaut、マーク・ロンソン、Business International feat. ボーイ・ジョージ、VVブラウンが参加した。

### 2012年
ベネズエラやメキシコで開催。

### 2013年
2013年、世界9ヵ国目となるオーストラリアにて「Optus RockCorps」の開催が決定。
4月11日シドニーのHordern Pavilionにて、コンサートイベントが開催される。
コンサートには、The Script、Labrinth、Guy Sebastianなどのアーティストが出演予定。

### 2014年
2014年、日本にて「RockCorps supported by JT」の開催が決定。
4月26日のボランティア開始を皮切りに、9月6日にはセレブレーションが開催される予定。
セレブレーション参加アーティスト：NE-YO、コブクロ、May J.、flumpool
公式サイト（http://rockcorps.yahoo.co.jp/）

### 2015年
2015年5月13日、昨年に続き2回目となる、日本でのロックコープス開催を発表（http://rockcorps.yahoo.co.jp/）。
ボランティア期間：5月31日〜9月5日
セレブレーション日程：9月5日
セレブレーション会場：あづま総合体育館
セレブレーションへ参加するアーティスト： 中島美嘉 、 PUFFY 、 HOME MADE 家族 、 will.i.am
公式サイト（http://rockcorps.yahoo.co.jp/）

### 2016年
2015年4月26日、3回目となる、日本でのロックコープス開催を発表（http://rockcorps.yahoo.co.jp/）。
ボランティア期間：2016年5月22日（日）～9月3日（土）
セレブレーション日程：9月3日（土）
セレブレーション会場：あづま総合体育館
セレブレーションへ参加するアーティスト：カーリー・レイ・ジェプセン、 高橋みなみ、 ASIAN KUNG-FU GENERATION 、HY 、Aqua Timez　
公式サイト（http://rockcorps.yahoo.co.jp/）

### 2017年
2017年4月5日、連続4回目となる、日本でのロックコープス開催を発表（http://rockcorps.yahoo.co.jp/）。
ボランティア期間：2017年4月29日（土）～8月31日（木）
セレブレーション日程：9月2日（土）
セレブレーション会場：幕張メッセ（日本開催初の関東開催）
公式アンバサダー：高橋みなみ（2年連続就任決定）
セレブレーションへ参加するアーティスト：miwa、SPYAIR、androp、フィフス・ハーモニー
公式サイト（http://rockcorps.yahoo.co.jp/）

### 2018年
2017年4月12日、5年連続5回目となる、日本でのロックコープス開催を発表（http://rockcorps.yahoo.co.jp/）。
ボランティア期間：2018年4月12日（木）～9月1日（土）
セレブレーション日程：9月1日（土）
セレブレーション会場：幕張メッセ
公式アンバサダー：高橋みなみ（3年連続就任決定）
セレブレーションへ参加するアーティスト： 加藤ミリヤ、 BLUE ENCOUNT、 でんぱ組.inc、 KEYTALK、 エリー・ゴールディング
公式サイト（http://rockcorps.yahoo.co.jp/）

### 日本での開催について
- 2011年、PR会社サニーサイドアップと協業し、日本での開催に向け動き出す。日本開催における統括プロデューサーはサニーサイドアップの中山隆久と小林伸也。
- 2013年、10カ国目の開催候補地として、スポンサー企業、ボランティアプログラム、参加アーティストなどを検討。
- ロックコープスCEO　スティーブン・グリーンは、雑誌のインタビューで日本開催について以下のようにコメントしている。「震災以降、ずっと日本で開催したいと思っていたんだ。日本には『何かをしたい』という気持ちがあふれているし、音楽を愛する人もたくさんいる。絶対に素晴らしいイベントになるはず。できれば、東北地方でのボランティアも実施したいし、被災した方々を招待することも考えている」
- 2014年4月9日、日本でのロックコープス開催を発表した。
- 2015年5月13日、昨年に続き2回目となる、日本でのロックコープス開催を発表（http://rockcorps.yahoo.co.jp/）。さらに2015年は同時に参加アーティスト（中島美嘉）も発表された。
- 2016年4月26日、第3回の日本開催が発表された。初の公式アンバサダーに高橋みなみが就任。
- 2017年4月5日、第4回の日本開催を発表。日本開催初のセレブレーション会場が幕張メッセへと移された。
- 2018年4月12日、5年連続、5回目の日本開催を発表。公式アンバサダーの高橋みなみが2018年初のボランティアイベントにて花壇の植え替え作業に参加。

| 開催年 | セレブレーション日程 | セレブレーション開催場所 | アンバサダー | 参加アーティスト           | 参加アーティスト | 参加アーティスト         | 参加アーティスト | 参加アーティスト       |
| ------ | -------------------- | ------------------------ | ------------ | -------------------------- | ---------------- | ------------------------ | ---------------- | ---------------------- |
| 2014年 | 9月6日（土）         | あづま総合体育館         | -            | NE-YO                      | コブクロ         | May J.                   | flumpool         |                        |
| 2015年 | 9月5日（土）         | あづま総合体育館         | -            | 中島美嘉                   | PUFFY            | HOME MADE 家族           | will.i.am        |                        |
| 2016年 | 9月3日（土）         | あづま総合体育館         | 高橋みなみ   | カーリー・レイ・ジェプセン | Aqua Timez       | ASIAN KUNG-FU GENERATION | HY               |                        |
| 2017年 | 9月2日（土）         | 幕張メッセ               | 高橋みなみ   | フィフス・ハーモニー       | miwa             | SPYAIR                   | androp           |                        |
| 2018年 | 9月1日（土）         | 幕張メッセ               | 高橋みなみ   | 加藤ミリヤ                 | BLUE ENCOUNT     | でんぱ組.inc             | KEYTALK          | エリー・ゴールディング |